# Nine (raper)
Nine, właściwie Derrick Keyes (ur. 19 września 1969 w Nowym Jorku) – amerykański raper, protegowany DJ Funkmaster Flex'a. Keyes zasłynął w utworze Six Million Ways To Die.

## Pseudonim
Swój pseudonim (ang. Nine – dziewięć) wziął od założenia, że jego szczęśliwą cyfrą w życiu jest 9, ponieważ urodził się w datę 1969-09-19, jego numer buta to również dziewięć, a w wierzeniach Pięcioprocentowców do których raper należy liczba dziewięć symbolizuje narodzenie.

## Dyskografia
Albumy studyjne
| Rok  | Tytuł                                                           | Notowania | Notowania |
| Rok  | Tytuł                                                           | USA 200   | USA R&B   |
| ---- | --------------------------------------------------------------- | --------- | --------- |
| 1995 | Nine Livez - Wydany: 7 marca 1995 - Wytwórnia: Profile Records  | 90        | 16        |
| 1996 | Cloud 9 - Wydany: 7 sierpnia 1996 - Wytwórnia: Profile Records  | –         | 45        |
| 2009 | Quinine - Wydany: 8 kwietnia 2009 - Wytwórnia: Smoke On Records | –         | –         |
| 2018 | King - Wydany: 9 września 2018 - Wytwórnia: Goon MuSick         | –         | –         |

Single
| Rok  | Singiel         | Notowania   | Notowania | Notowania | Album      |
| Rok  | Singiel         | USA Hot 100 | USA R&B   | USA. Rap  | Album      |
| ---- | --------------- | ----------- | --------- | --------- | ---------- |
| 1995 | „Whutcha Want?” | 50          | 32        | –         | Nine Livez |
| 1995 | „Any Emcee”     | –           | 82        | –         | Nine Livez |
| 1996 | „Lyin’ King”    | –           | 90        | –         | Cloud 9    |
| 2018 | „The Revenant”  | –           | –         | –         | King       |
| 2018 | „Pull Up”       | –           | –         | –         | King       |
| 2018 | „Killmongor”    | –           | –         | –         | King       |
| 2018 | „Belafonte”     | –           | –         | –         | King       |